# Renanthera
Genre
Classification phylogénétique
Renanthera est un genre d'orchidées terrestres comptant une quinzaine d'espèces. 

## Synonyme
Nephranthera, Hassk. 1842. 

## Description
Orchidées terrestres avec une hampe florale abondamment fleurie.

## Répartition
Asie du Sud-Est jusqu'aux Philippines.

## Liste d'espèces
- Renanthera annamensis
- Renanthera auyongii
- Renanthera bella
- Renanthera citrina
- Renanthera coccinea
- Renanthera edefeldtii
- Renanthera elongata
- Renanthera histrionica
- Renanthera imschootiana
- Renanthera matutina
- Renanthera monachica
- Renanthera philippinensis
- Renanthera pulchella
- Renanthera storiei
- Renanthera vietnamensis

## Galerie

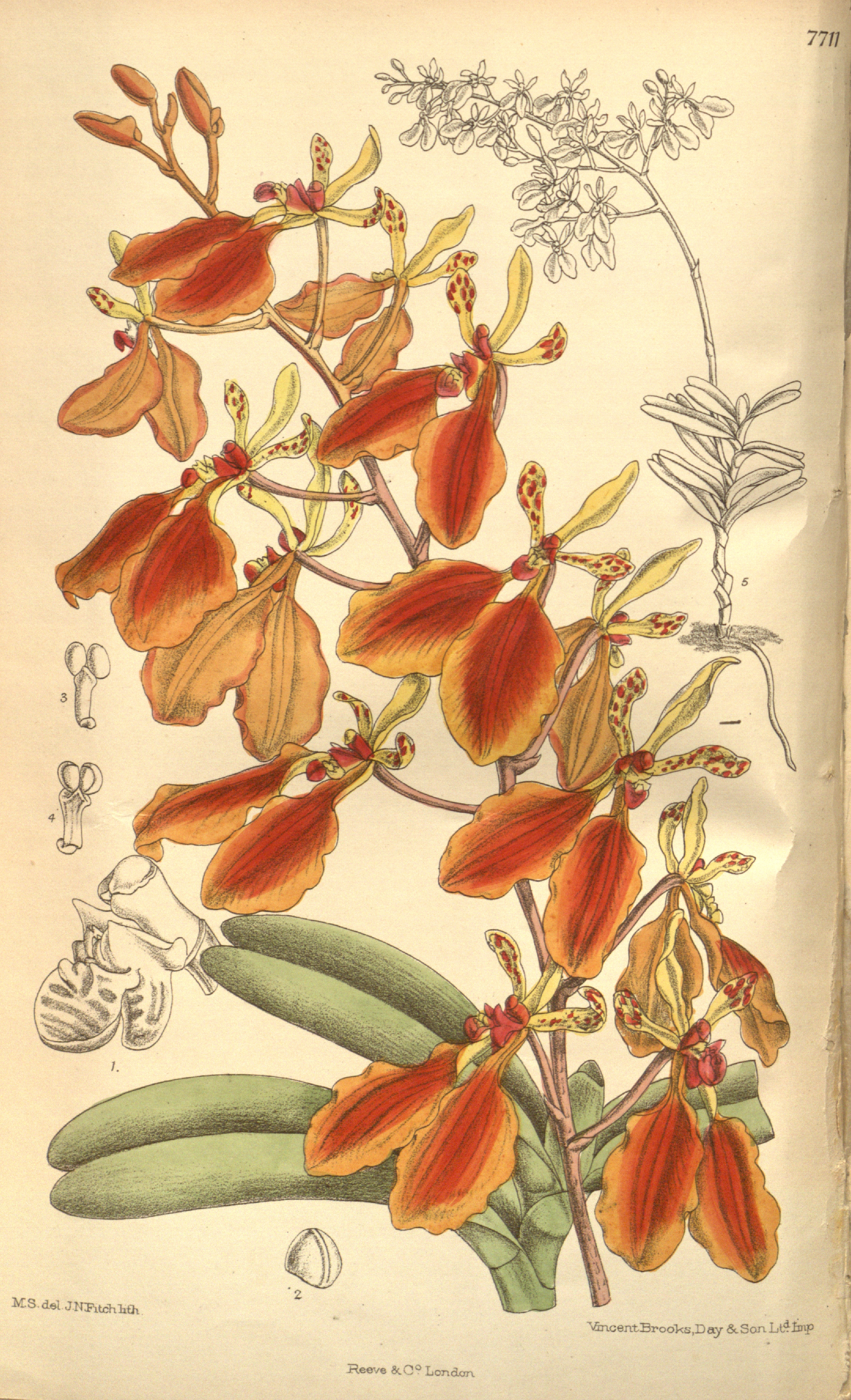
Planche :  Renanthera imschootiana.
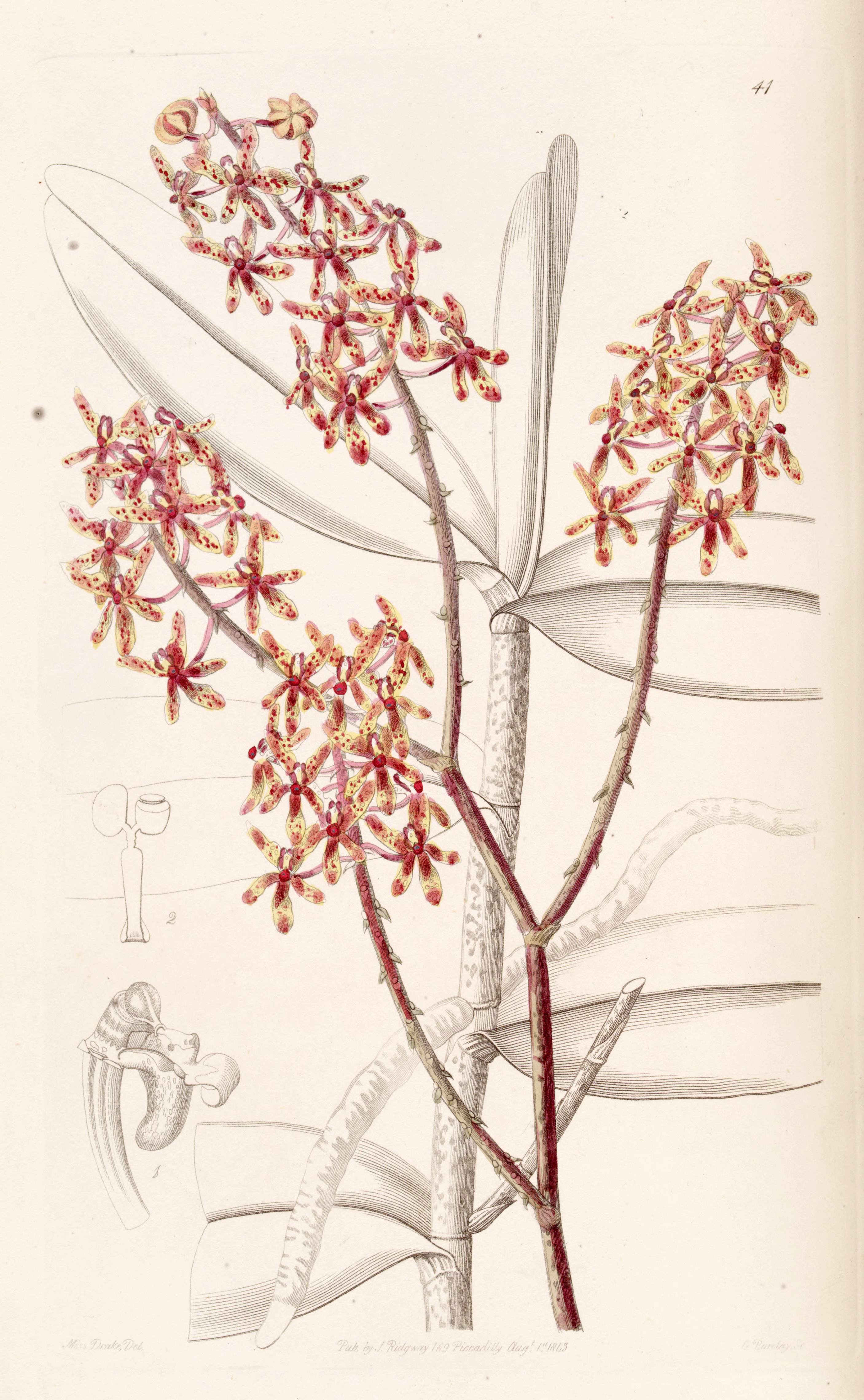
Planche : Renanthera elongata.
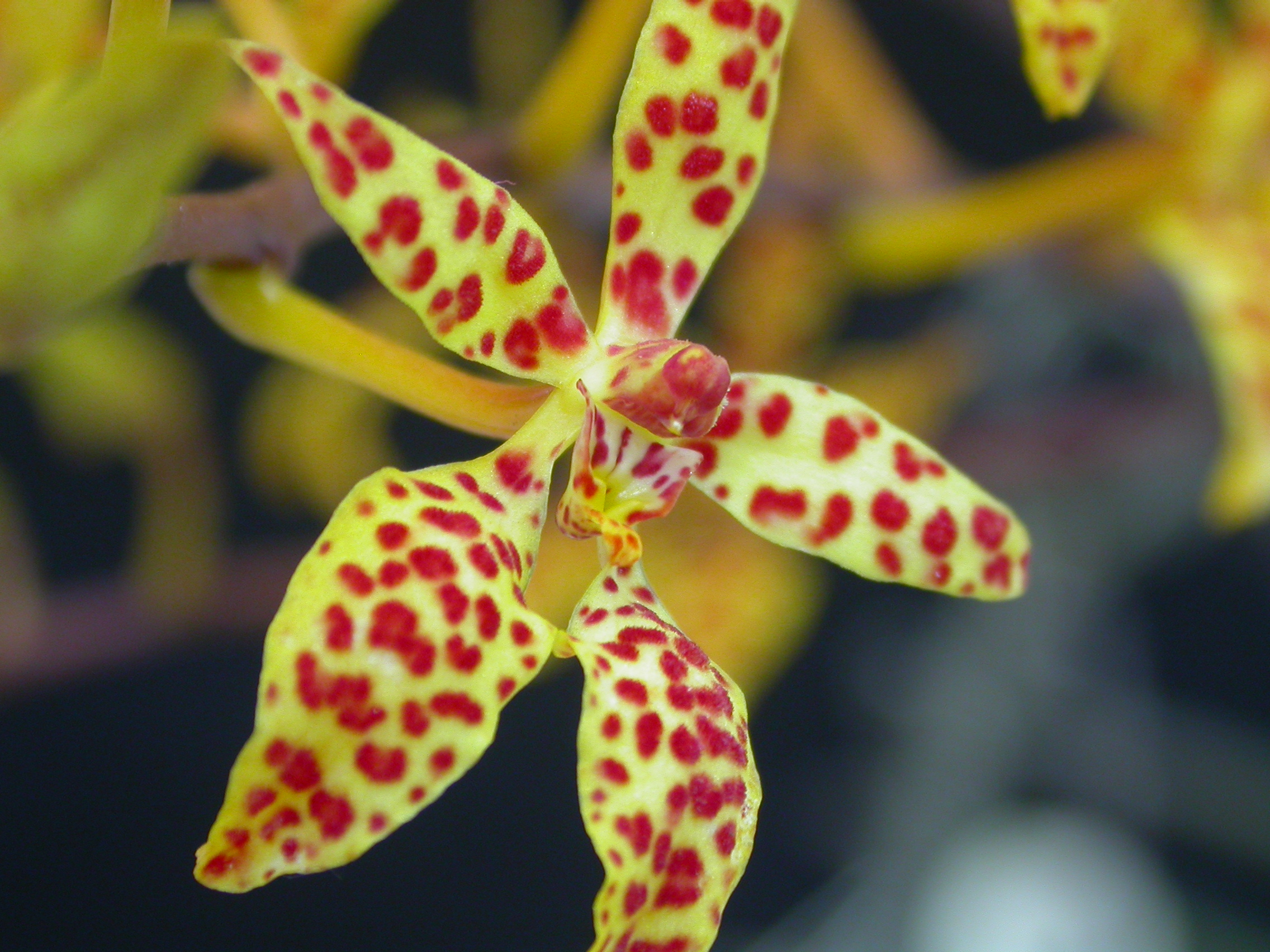
Renanthera monachica.
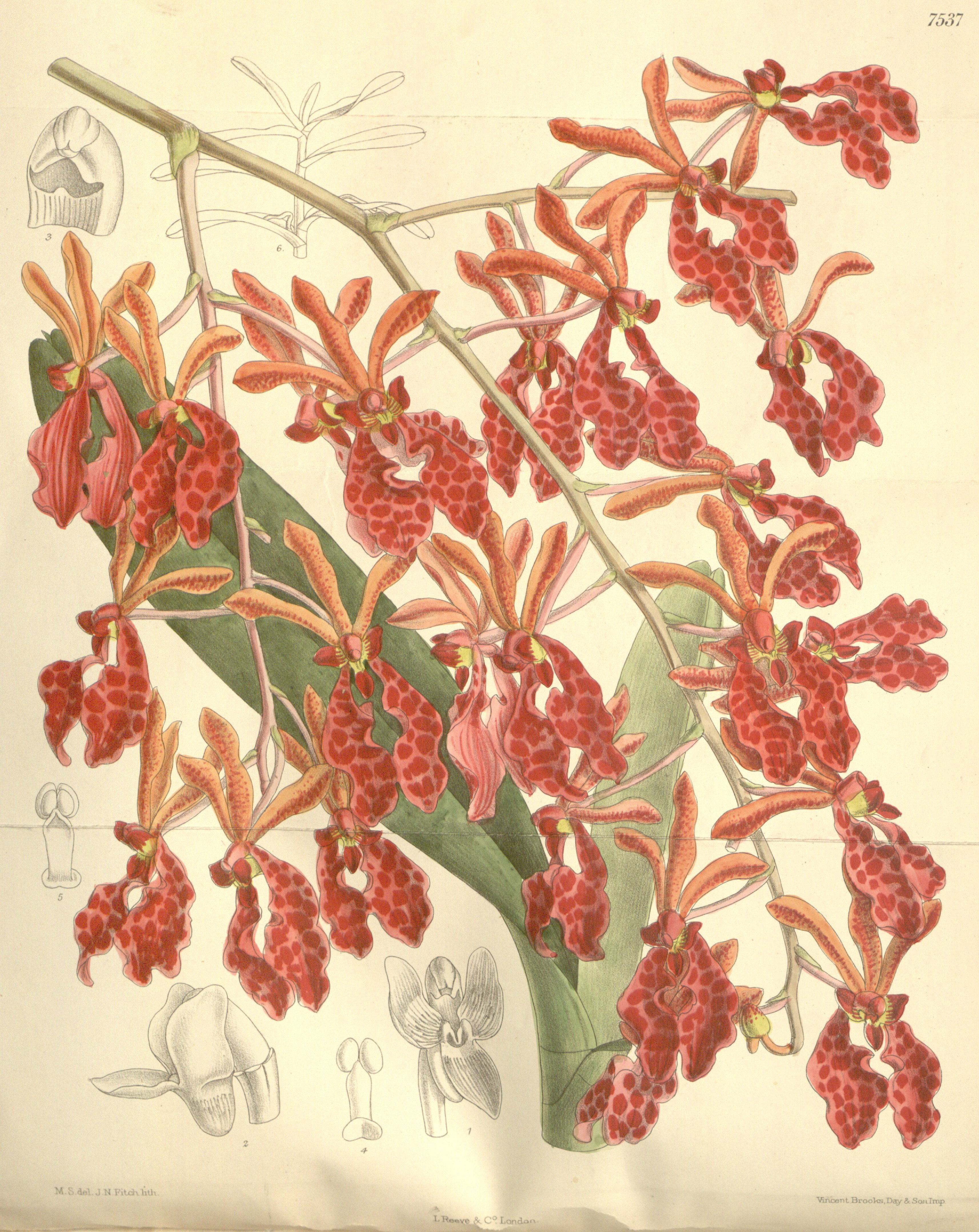
Planche : Renanthera storei.
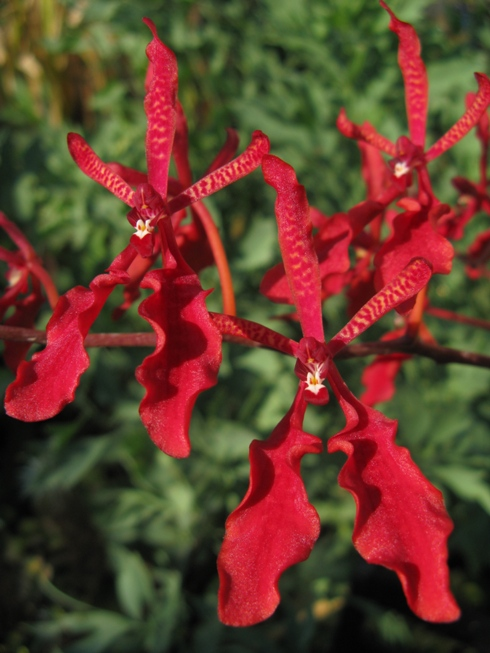
Renanthera storei.